# VC Weert
VC Weert – żeński klub piłki siatkowej z Holandii. Swoją siedzibę ma w mieście Weert. Został założony w 1970.

## Sukcesy
- Mistrzostwo Holandii:
  -  1999/2000
  -  2009/2010
  -  2008/2009, 2011/2012